# Amour de perdition
Pour plus de détails, voir Fiche technique et Distribution.
Amour de perdition (Amor de perdição) est un film portugais réalisé par Manoel de Oliveira et sorti en 1979. C'est la quatrième adaptation du roman de Camilo Castelo Branco.

## Fiche technique
- Titre : Amour de perdition
- Titre original : Amor de perdição
- Réalisation : Manoel de Oliveira
- Scénario : Manoel de Oliveira d'après le roman de Camilo Castelo Branco
- Pays d'origine : Portugal
- Format : Couleurs - Mono - 35 mm
- Genre : Drame, romance
- Durée : 262 minutes
- Date de sortie : 1979

## Distribution
- António Sequeira Lopes : Simão Botelho
- Cristina Hauser : Teresa de Albuquerque
- Elsa Wellenkamp : Mariana
- António J. Costa : João da Cruz
- Henrique Viana : Tadeu de Albuquerque
- Ruy Furtado : Domingos Botelho
- Ricardo Pais : Baltazar Coutinho
- María Dulce : Dona Rita
- Maria Barroso : mère supérieure, tia de Teresa
- Duarte de Almeida : Capitão do barco
- Adelaide João : Freira
- Lia Gama : Freira
- Manuela de Freitas : Freira
- Vanda França : Irmã de Baltasar
- Manuela de Melo : Providência (voix)
- João César Monteiro : Banni